# Freundschaft

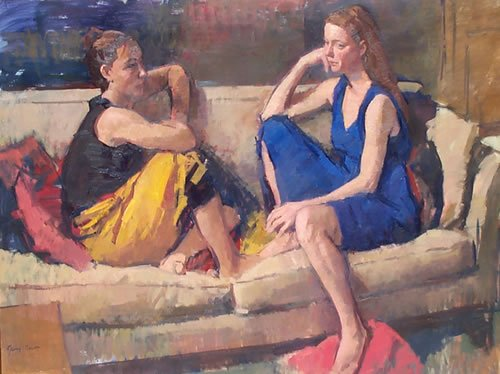
Freundinnen, Gemälde von Jerry Weiss, 2003

Freundschaft bezeichnet ein auf gegenseitiger Zuneigung beruhendes Verhältnis von Menschen zueinander, das sich durch Sympathie und Vertrauen auszeichnet. Eine in einer freundschaftlichen Beziehung stehende Person heißt Freund beziehungsweise Freundin. Freundschaften haben eine herausragende Bedeutung für Menschen und Gesellschaften. Schon antike Philosophen wie Aristoteles und Marcus Tullius Cicero haben sich mit der Freundschaft auseinandergesetzt.
Im übertragenen Sinne bezeichnet Freundschaft ein gutes und oft vertraglich geregeltes politisches Verhältnis zwischen Völkern oder Nationen (zum Beispiel „deutsch-französische Freundschaft“). Das Gegenteil von Freundschaft ist Feindschaft.

## Wortgeschichte
Bis ins 16. und 17. Jahrhundert wurde im Deutschen sprachlich nicht zwischen erworbener und angeborener Freundschaft unterschieden, so dass „Freundschaft“ und „Verwandtschaft“ synonym gebraucht werden konnten. Auch in vielen Dialekten ist die Bedeutung Freund = Verwandter bis in die Gegenwart durchaus üblich, weswegen die ursprüngliche Bedeutung des Wortes Blutsfreundschaft ebenfalls Verwandtschaft bedeutet.
Das Wort Freund als ‚Vertrauter, jemandem innerlich verbundener Mensch‘ bildete sich vom althochdeutsch friunt im 8. Jahrhundert, mittelhochdeutsch vriunt ‚Freund, Nächster, Geliebte(r), Verwandte(r)‘ als Substantivierung des Partizip Präsens von asächs. friohon, aeng. frēogan, anord. frjá, got. frijōn ‚lieben‘, welches zu der unter frei subsumierten Wurzel gehört. Es bezeichnet neben dem durch Sympathie und Vertrauen Verbundenen bis in die Mundarten der Gegenwart auch den Blutsverwandten. Davon abgeleitet bezeichnet Freundschaft für das ‚Vertrauensverhältnis‘, ahd. friuntscaf (8. Jh.), -scaft (11. Jh.), mhd. vriuntschaft, auch ‚Blutsverwandtschaft‘.
Meyers Großes Konversations-Lexikon von 1907 bezeichnet Freundschaft als „das auf gegenseitiger Wertschätzung beruhende und von gegenseitigem Vertrauen getragene freigewählte gesellige Verhältnis zwischen Gleichstehenden.“
Der Begriff Spezi bezeichnet süddeutsch, österreichisch umgangssprachlich (auch: Spezl), seltener schweizerisch umgangssprachlich einen speziellen Freund, laut Duden als „jemand, mit dem man in einem besonderen, engeren freundschaftlich-kameradschaftlichen Verhältnis steht“. In der Bedeutung für ‚besonderer Freund‘ wurde er Ende des 18. Jahrhunderts verkürzt aus dem gleichbedeutenden Spezial in der zweiten Hälfte des 18. Jahrhunderts sowie bereits älter als specialer Freund (erste Hälfte des 18. Jh.) sowie Specialfreund (zweite Hälfte 17. Jh.) verwendet. Zur sprichwörtlichen Speziwirtschaft (österr.: Freunderlwirtschaft), siehe auch Nepotismus.
Ein besonders enger, intimer Freund hieß im 19. Jahrhundert Busenfreund, der Begriff wird laut Duden nur noch „meist ironisch“ verwendet.

## Soziologie

### Begriffsbestimmung

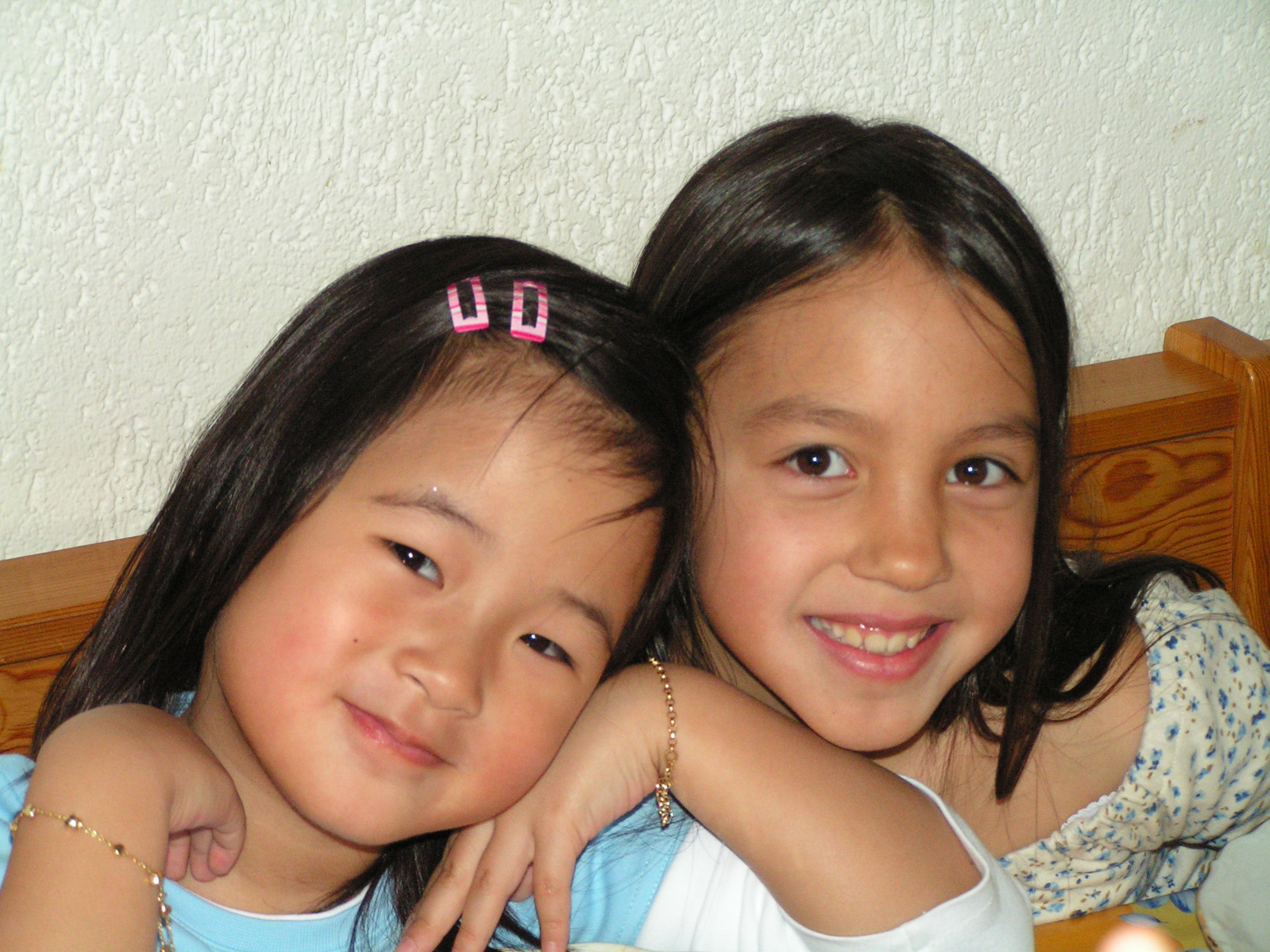
Kinderfreundschaft

Der Soziologe Ferdinand Tönnies weist auf den Aspekt der Gleichheit als Basis für Freundschaft hin: Freundschaft sei „am ehesten gegeben durch Gleichheit oder Ähnlichkeit des Berufes oder der Kunst“. Er vertritt die Auffassung, dass Arbeit einander verbinde und Freundschaften entstehen lasse, und als geistiges Band der Beteiligten wirke. Freundschaft ist laut Tönnies mentaler Natur und beruht auf Zufall oder freier Wahl. Freundschaft sei als „Gemeinschaft des Geistes“ kategorisiert.
Georg Simmel beschreibt in seinem Standardwerk Soziologie (1908) die Freundschaft differenziert und als graduelles Phänomen. Freundschaft fängt für ihn in dem Moment an, in dem sich zwei Menschen kennenlernen, also um ihre gegenseitige Existenz wissen. Von dieser Basis aus können die beiden verschieden weit in die „Sphäre“ des anderen eindringen. Die Tiefe und der Umfang des Eindringens hängen von dem ab, was preisgegeben werden soll. Diese Grenze ist in der Freundschaft bekannt – der andere wird sie nicht einfach überschreiten. Einen Sonderfall der Freundschaft sieht Simmel in der Ehe: Das hängt zum einen damit zusammen, dass die Ehe ihren Charakter gewandelt hat. War bei Montaigne die Ehe noch ein Handel, so ist die Ehe in der Moderne eher von Liebe gekennzeichnet. Wenn die Ehe also eine Liebesbeziehung ist, so wirkt ein freundschaftliches Element.
Siegfried Kracauer beschreibt Freundschaft als das engste geistige Verhältnis, das die loseren Beziehungen der Kameradschaft, Fachgenossenschaft und Bekanntschaft mit einfasst. Er beschreibt die wahrhafte Freundschaft, die für ihn in der Pflege ähnlicher Gesinnungen besteht und gemeinsame Entwicklungen voraussetze. Es müsse eine Übereinstimmung in den Idealen und im Welt- und Menschenbegreifen vorhanden sein. Freundschaft sei auch durch das Wachstum mit- und durcheinander geprägt: „Während ich überall sonst genötigt bin, mich in tausenden Lebenskreisen zu zersplittern, hier ein Stückchen zu nehmen, dort ein Quentchen zu geben, darf ich ihm so gesammelt und umfänglich nahen, wie ich bin und wie ich mich fühle. Meine Existenz ist ihm voll gegenwärtig, er kennt mein Verhältnis zu den Menschen, und versteht, warum ich so und nicht anders handeln muss, denn noch zu dem widersprechendsten Tun hat er die inneren Verbindungsfäden in Händen.“
Für Robert R. Bell beinhaltet Freundschaft folgende Aspekte: “[…] friends must be seen as equals by one another. […] friendship is seen as voluntaristic and highly personal […] the development of friendship is based on private negotiations and is not imposed through cultural values or norms.” Demzufolge sieht auch er die Gleichheit als wichtigen Aspekt in Freundschaften. Freundschaft sei freiwillig und persönlich, und die Entwicklung von Freundschaft basiere auf privaten Verhandlungen und wird nicht von kulturellen Werten oder Normen beeinflusst.
Im Wörterbuch der Soziologie wird Freundschaft von Karl-Heinz Hillmann beschrieben als: „soziologisch schillernder Begriff für eine besonders persönlich gefärbte Form direkter sozialer Beziehungen, die – ohne spezifische Rollenverpflichtung – freiwillig und auf längere, nicht fixierte Dauer eingegangen wird“.
In Abgrenzung zu anderen sozialen Beziehungen erläutern Argyle & Henderson Freundschaft als eine Form der menschlichen Beziehungen, die nicht, wie die Ehe, durch eine Zeremonie begründet sei und auch nicht, wie zwischen Arbeitskollegen oder Verwandten, abhängig von irgendwelchen Rollenbezügen. Freundschaft umschließe Menschen, die einander mögen und gern gemeinsam bestimmte Dinge unternehmen. Des Weiteren sei Freundschaft freiwillig und ohne klar umrissene Regeln. Für Robert Hays ist Freundschaft ein flexibler, dynamischer und multidimensionaler Prozess, dessen Struktur und Funktionen je nach beteiligten Individuen, dem Umfeld und dem Entwicklungsstand der Freundschaft variieren.
Ann Elisabeth Auhagen definiert Freundschaft als „[…]eine dyadische, persönliche und informelle Sozialbeziehung […] die Existenz der Freundschaft beruht auf Gegenseitigkeit. […] Freundschaft besitzt für jeden der […]Freunde einen Wert, welcher unterschiedlich starkes Gewicht haben und aus verschiedenen inhaltlichen Elementen zusammengesetzt sein kann.“ Ursula Nötzoldt-Linden definiert Freundschaft als: „eine auf freiwilliger Gegenseitigkeit basierende dyadische, persönliche Beziehung zwischen nicht verwandten, gleichgeschlechtlichen Erwachsenen in einer Zeitspanne“.

### Kulturelle Prägung des Freundschaftskonzepts
Die Ausgestaltung von Freundschaften hängt auch von den Lebensbedingungen ab, die sich von Kultur zu Kultur oft stark unterscheiden und sich im Lauf der Zeit ändern. So ist der Freundschaftsbegriff in Deutschland und Frankreich von der Vorstellung einer „Seelenverwandtschaft“ geprägt, die sich im literarischen Freundschaftskult des 18. Jahrhunderts widerspiegelt (vgl. Göttinger Hainbund). Voraussetzung für ein solches Freundschaftskonzept war unter anderem die zunehmende Mobilität, die die Zwangsbindung ans Geburtsmilieu lockerte und eine Wahl des eigenen sozialen Umfeldes (Freunde, Sexualpartner) ermöglichte.
In Nordamerika ist ein vor allem auf die Gefühlswelt ausgerichtetes Verständnis der Freundschaft kulturgeschichtlich weniger verwurzelt. Die räumliche und soziale Mobilität der Bevölkerung ist hier insgesamt höher als in Europa, vor allem in den höheren sozialen Schichten. Deshalb wird die Fähigkeit, in einer neuen Umgebung schnell Kontakte zu schließen und Anschluss zu finden, als sehr wichtig erachtet. Die Pflege „tiefer“ Beziehungen ist in Einwanderungsländern wie den USA weitaus stärker als in Europa der Familie vorbehalten.
Bei Personen, die räumlich voneinander getrennt leben mussten, war früher das Schreiben von Briefen ein wichtiges Mittel zur Pflege der Freundschaft. Im 20. Jahrhundert hat die allgemeine Mobilität enorm zugenommen. Errungenschaften wie das Telefon ermöglichten die Pflege von Freundschaften auch über große Entfernungen hinweg (siehe auch Fernbeziehung).
Durch die mittlerweile weitverbreitete private Nutzung des Internets können Freundschaften noch schneller und auch gezielter gefunden werden. Social Media ermöglichen darüber hinaus unkomplizierte „Freundschaften“ auch ohne persönliche Begegnung. In virtuellen sozialen Netzwerken können Benutzer sehr viele „Freunde“ haben, auch solche, die sie nie gesehen haben, von denen sie kaum etwas wissen und die sie auch nicht persönlich kennenlernen wollen.

## Philosophie

### Aristoteles

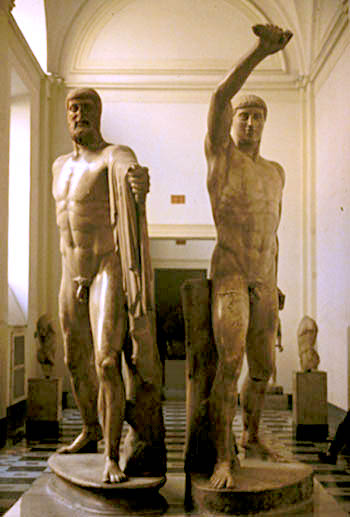
Die Freunde Harmodios und Aristogeiton versuchten 514 v. Chr., die athenischen Tyrannen Hippias und Hipparchos zu ermorden.
Statuengruppe des Kritios und Nesiotes (römische Kopie).

Aristoteles betonte in seiner Nikomachischen Ethik drei Motive, um Freundschaften einzugehen: Freundschaft um des Wesens willen, des Nutzens willen und der Lust willen. Freundschaft ist für ihn eine eigenständige Sozialbeziehung, die in der Gemeinschaft höchst notwendig und nicht mit anderen Bindungen identisch ist. Dabei betont er die Wichtigkeit der Gleichheit der Beteiligten, dass gemeinsames Aufwachsen und Gleichaltrigkeit großen Einfluss auf Freundschaft habe: „Vollkommene Freundschaft von trefflichen Charakteren, die gleich sind“. Treffliche seien einander gut, nützlich und angenehm. „Freundschaft hat Werte und Lust zum Ziel und beruht auf Wesensgleichheit.“
Für Aristoteles ist die Freundschaft wichtiger Bestandteil einer funktionierenden (Polis-)Gesellschaft. Noch höher als die Gerechtigkeit soll der Staat die Freundschaft schätzen. In der griechischen Polis gab es keine öffentlichen Dienste wie Polizei und Feuerwehr, so war jeder auf das Wohlwollen des anderen angewiesen. Wer in Ämter gewählt werden wollte, musste sich das Wohlwollen der Menschen sichern. Eine Reihe der als „Freundschaft“ bezeichneten Verhältnisse würde heute nicht mehr unbedingt als solche bezeichnet. Im Altgriechischen bedeutet das Wort philia allerdings sowohl „Freundschaft“ als auch „Liebe“ und kann folglich in diesem weiteren Sinn benutzt werden.
Aristoteles hält Freundschaft nicht für ein graduelles Phänomen, bei dem einem der eine Mensch mehr Freund ist als der andere, sondern er kategorisiert die verschiedenen Freundschaften. Als erstes teilt er sie in die „Freundschaft unter Gleichen“ und die „Freundschaft unter Ungleichen“ und schließt gleichzeitig die Freundschaft zu unbeseelten Dingen aus. Aristoteles bezieht sich mit dieser Philia-Systematik auf Platons Dialog Lysis, in dem kategorial souverän und künstlerisch spielend das Problem der selbstlosen Freundschaft entfaltet wird.
Die Freundschaft unter Gleichen gilt für gleichgestellte Bürger, sie sind einander ebenbürtig. Diese Freundschaft unterteilt er weiter in Nutzen-, Lust- und Tugendfreundschaft. Die Nutzenfreundschaft bringt die Menschen zu einem Zweck zusammen. Fällt dieser Zweck weg, ist die Freundschaft gefährdet. Ähnliches gilt für die Lustfreundschaft, die rein affektiv begründet ist. Diese beiden Arten sind akzidentiell und labil. Stabil dagegen ist die Tugend- oder Charakterfreundschaft. Sie ist die Freundschaft um des Freundes willen. Hier kommt Aristoteles’ Mesotes-Lehre ins Spiel, deren Maxime zufolge das Maßhalten der Weg zu einem tugendhaften und erfüllten Leben ist. Sind sich zwei Personen in ihrer Tugendhaftigkeit ähnlich, so ist das die Voraussetzung für die vollkommene Freundschaft. Wie für jegliche Tugend gilt auch für die Freundschaft bei Aristoteles, dass sie durch wiederholtes Handeln zur Gewohnheit werden muss. Freundschaft wird nur im alltäglichen Umgang ausgeübt. Die Teilhabe am Leben des Freundes und damit die räumliche Nähe sind nach Aristoteles für eine Freundschaft unerlässlich.
Die Freundschaft unter Ungleichen bei Aristoteles würde vermutlich eher als Ehrerbietung bezeichnet. Sie beschreibt nicht nur das Verhältnis zwischen den Generationen, sondern auch das Verhältnis des Menschen zum Staat. So muss nach Aristoteles die Asymmetrie der Hierarchie durch einen Mehraufwand von philia seitens des Unterlegenen ausgeglichen werden. Der Sohn muss dem Vater mehr Respekt entgegenbringen als umgekehrt, so wie der Bürger mehr in den Staat investiert, als er unmittelbar zurückbekommt.
Siehe auch: Plotin, Augustinus

### Mittelalter
Die frühmittelalterliche Epik kennt zahlreiche Heldenfreundschaften, so im Rolandslied des 10. Jahrhunderts die Freundschaft zwischen Roland und Olivier. Die isländische Njála des 13. Jahrhunderts hat die schwergeprüfte Freundschaft zwischen Njáll Þórgeirsson und Gunnar Hámundarson zum Kern.
In der höfischen Epik des 12. und 13. Jahrhunderts treten zahlreiche, zum Teil als sehr eng beschriebene Freundschaftsbeziehungen insbesondere zwischen literarischen Heldenfiguren auf. Beispielhaft hierfür ist die Verbindung zwischen den Protagonisten Iwein und Gawain im Artusroman Iwein von Hartmann von Aue: Die hier wechselnd als „vriundschaft“, „geselleschaft“, „herzeliebe“ und auch „minne“ beschriebene Bindung zwischen Gleichgestellten verpflichtet zu gegenseitiger Hilfe und Beratung. In der Forschung wird deshalb häufiger postuliert, dass das Eingehen einer Freundschaft in der höfischen Literatur Züge eines Vertragsabschlusses aufweise, dessen Aufhebung quasi unmöglich sei. Inwiefern solche Freundschaftsbeschreibungen versteckte homoerotische Züge tragen, ist umstritten, sicher ist allerdings, dass sich in der mittelalterlichen Dichtung ausgeweitete Diskurse über die angemessene Ausprägung, Verbindlichkeit und Relevanz freundschaftlicher Beziehungen finden lassen.

### Montaigne

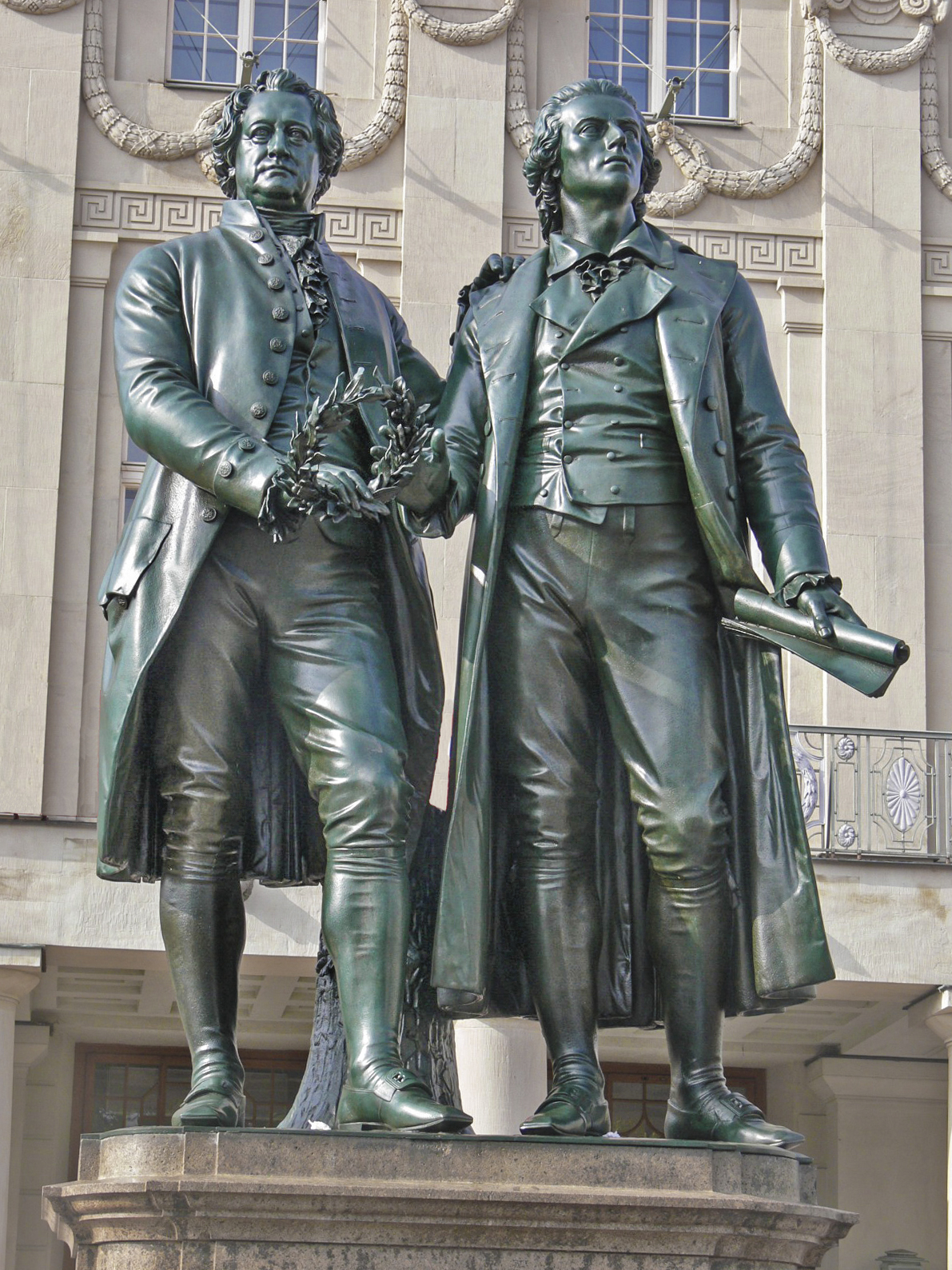
Denkmal einer Dichterfreundschaft: Goethe und Schiller in Weimar

Michel de Montaigne (1533–1592) schrieb in seinem Essay Über die Freundschaft vor allem aus einer privaten Perspektive: Unter dem Eindruck der Wirren der französischen Bürgerkriege erlebte er in seiner Freundschaft mit Étienne de La Boétie bis zu dessen Tod im Alter von nur 33 Jahren ein absolutes Vertrauen. Montaigne geht es nicht wie Aristoteles um die Freundschaft als gesamtgesellschaftliches Phänomen – er will seiner Freundschaft ein Denkmal setzen und hält diese Art Freundschaft für einmalig, oder zumindest für äußerst rar. Er teilt die Freundschaft in grob zwei Kategorien: in seine Freundschaft zu Étienne de La Boétie und die „gewöhnliche Freundschaft“. Diese gewöhnlichen Freundschaften bestünden nur um gegenseitigen Nutzens willen. Sie seien also labil und böten nicht das Vertrauen seiner Freundschaft.
Des Weiteren hält Montaigne Frauen nicht der Freundschaft fähig – ihnen fehlten die geistigen Fähigkeiten, um mit dem Mann mitzuhalten. Er räumt allerdings ein, dass die Freundschaft zu einer Frau – so sie denn doch über die geistigen Fähigkeiten verfügt – noch stärker sein könne, weil sie Geist, Seele und Körper umfasse. Die Lustfreundschaft zwischen Männern, die bei Aristoteles noch eine starke Rolle spielte, lehnt Montaigne schlichtweg ab.

### Romantik
In der Romantik spielte die Freundschaft nach einer Zeit des Verlustes traditioneller Bindungen und neuer Unsicherheiten auf Grund von Individualisierungsschüben im 20. Jahrhundert eine große Rolle. So wurde die gleichgeschlechtliche Freundschaft thematisiert, etwa auch in Freundschaftsbildern. Berühmt ist die in Briefen gut dokumentierte Beziehung zwischen Clemens Brentano und Achim von Arnim, aber auch der intensive Austausch zwischen Bettina Brentano und Karoline von Günderrode hat Aufsehen erregt. Diese aufklärerischen Impulse der Romantik beschränkten sich allerdings im Wesentlichen auf die kurze Periode der Frühromantik. George L. Mosse vertritt schließlich die Position, dass das ganze 19. Jahrhundert das Bemühen durchzog, der Freundschaft diese aufklärerischen Impulse auszutreiben.

## Freundschaften in der Literatur
Literarisch ist die Freundschaft seit der Antike immer wieder thematisiert worden. Ein Motiv, das seit den Anfängen der Literaturgeschichte traditionsbildend gewirkt hat, ist der Freundschaftsbeweis. Einige Beispiele für Freunde in klassischen Werken:
- In Homers Epos Ilias sind Achilleus und Patroklos treue Freunde. In der Odyssee findet sich das unzertrennliche Freundespaar Peirithoos und Theseus.
- In der römischen Dichtung erscheint bei Cicero z. B. das Freundespaar Scipio – Laelius und bei Vergil das Freundespaar Euryalus und Nisus.
- Ein mustergültiges Freundespaar aus der hebräischen Bibel sind David und Jonatan.
- Beispiele aus der mittelalterlichen Literatur sind die Freundespaare Olivier und Roland (im Chanson de Roland, Frankreich 1073/78), Gunnar und Sigurd (in der Edda), Hagen und Volker (im Nibelungenlied), Gawan und Erec (in der französischen Artus-Epik).
- Bei dem Renaissance-Dichter Boccaccio treten die Freundespaare Pandarus und Troilos sowie Athis und Prophilias in Erscheinung.
- In William Shakespeares Komödie Der Kaufmann von Venedig sind Antonio und Bassanio Freunde. In Shakespeares Tragödie Hamlet ist Horatio mit Hamlet befreundet.
- Die aus dem Freundschaftsmotiv von Damon und Phintias inspirierte Ballade Die Bürgschaft von Friedrich Schiller ist ein Musterbeispiel für die Darstellung unbedingten Vertrauens in einer freundschaftlichen Beziehung.
- Jean de La Fontaine entwirft ein Bild gelungener Freundschaft in seiner Fabel Die zwei Freunde.
- In Hesses Unterm Rad wird der unglückliche Verlauf einer Freundschaft geschildert. In Narziß und Goldmund verkörpern die Freunde zwei gegensätzliche Lebenseinstellungen, Geist und Sinnlichkeit.

## Das Ende der Freundschaft
Freundschaften werden, wenn sie nicht mehr funktionieren, entweder in der Schwebe gehalten, d. h. nur noch mit minimalem Aufwand gepflegt, oder beendet. Wie Arno Frank schrieb, sind solche Freundschaftsabbrüche – anders als Trennungen von Sexualpartnern – in aller Regel nicht von Aussprachen und expliziten Aufkündigungen der Beziehung begleitet, sondern erfolgen fast immer schleichend und ohne aufweisbaren Schlusspunkt. Dies geschieht etwa dadurch, dass der Andere immer seltener kontaktiert wird und auch Kontaktgesuche des anderen schließlich ganz ignoriert werden.